# Албена Павлова
Албена Маринова Павлова-Маркова е българска актриса.

## Ранен живот
Родена е на 7 август 1966 г. в Русе. През 1984 г. завършва със златен медал Руска езикова гимназия „Максим Горки“ в Русе.
През 1988 г. завършва ВИТИЗ „Кръстьо Сарафов“ със специалност актьорско майсторство за драматичен театър в класа на професорите Сашо и Цветана Стоянови.

## Актьорска кариера
Още по време на следването си се снима във филмите „Сляпа събота“, „По здрач“ и „Време разделно“, като в първите два играе главна роля.
Започва театралната си кариера в Сливенския драматичен театър в „Опакометаморфози“ по поемите на Валери Петров, „Добрият човек от Сечуан“ на Бертолт Брехт и „Илюзията“ на Пиер Корней. Има около петнадесет други роли в продължение на четири сезона.
От 1992 г. е актриса в Сатиричен театър „Алеко Константинов“, където работи с режисьори като Гриша Островски, Теди Москов, Галин Стоев, Иржи Менцел, Маргарита Младенова, Андрей Аврамов, Елена Цикова, Борислав Чакринов, Иван Добчев и други.
Павлова играе ролята на Гълъбина Чеканова в сериала „Столичани в повече“, който се снима от 2011 г. Също така участва в някои епизоди на „Комиците“.

## Кариера в дублажа
Павлова започва да се занимава с дублажи през 1992 г., когато Кирил Варийски, тогава неин колега в Сатиричния театър, я води на проби в БНТ. Едни от по-известните филми, за които дава гласа си, са „Отнесени от вихъра“ и „Английският пациент“, а някои от по-известните сериали с нейно участие са „Само за снимка“ и „Двама мъже и половина“ (в първи сезон).
Актрисата е участвала и в изготовка на няколко учебни записа от Учтехпром.
- „Щрихи от образа на Антигона“ (1989 г.) (Учтехпром)

## Награди
През 2007 г. получава наградата „Икар“ на Съюз на артистите в България за поддържаща женска роля в постановката „Отделената глава“ на Десислава Шпатова.

## Личен живот
Омъжена е за актьора Емил Марков, който е и главен сценарист и режисьор на вечерното комедийно предаване „Комиците“. Те имат две деца – син на име Здравко и по-малка дъщеря на име Мина.

## Филмови и телевизионни участия
| Година      | Филм                   | Роля              |
| ----------- | ---------------------- | ----------------- |
| 1987        | „По здрач“             | Ралица            |
| 1988        | „Време разделно“, 2 с. | Обесеното момиче  |
| 1988        | „Сляпа събота“         | Малката гълъбица  |
| 2011 – 2019 | „Столичани в повече“   | Гълъбина Чеканова |
| 2021 –      | „Татковци“             | Ивана             |
| 2022        | „Петя на моята Петя“   | Бочева            |